# Melamina
La melamina és un compost orgànic amb la fórmula química C₃H₆N₆. És lleugerament soluble en aigua. De forma natural forma un sòlid blanc. La principal de les aplicacions d'aquest material és la fabricació de fulloles sintètiques, molt primes i generalment imitant la fusta, usades en la fabricació de mobles.
Igual que la cianamida, conté un 67% de nitrogen en massa, i els seus derivats tenen propietats ignífugues a causa de l'alliberament de gas nitrogenat quan es crema o carbonitza. La melamina es pot combinar amb formaldehid i altres agents per produir resines de melamina. Aquestes resines són plàstics termoestables duradors que s'utilitzen en laminats decoratius d'alta pressió com ara formica, vaixella de melamina, terres laminats i pissarres blanques. L'escuma de melamina s'utilitza com a aïllant, material d'insonorització i en productes de neteja basats en polímers, com goma d'esborrar.